# Połączenia kości
Połączenia kości (łac. juncturae ossium) – sposoby w jaki kości łączą się ze sobą w organizmie. W anatomii człowieka wyróżnia się połączenia ścisłe (łac. synarthroses), które uniemożliwiają ruchomość kości względem siebie lub jest ona bardzo mała, i połączenia ruchome (łac. diarthroses), umożliwiające większy zakres ruchów. Połączeniami ścisłymi są więzozrost (jego odmianą jest szew), chrząstkozrost i kościozrost, a ruchomym staw. Najmniej ruchomy rodzaj stawów – staw płaski – czasami jest określany jako połączenie półścisłe (łac. amphiarthrosis).